# Route nationale 5 (Nouvelle-Zélande)
Pour les articles homonymes, voir Route nationale 5.
La route nationale 5 de Nouvelle-Zélande (aussi appelée State Highway 5 ou SH 5) est la seconde plus courte des huit routes nationales principales de Nouvelle-Zélande du réseau des routes nationales de Nouvelle-Zélande (en).
Elle va de la route SH 1 au niveau de  la ville de Tirau, dans la plaine du fleuve Waikato, à la route State Highway 2/SH 2 (en), près de la côte de Hawke's Bay, à 10 km au nord de la ville de Napier.
Les distances sont mesurées du nord au sud.
Pour la plus grande partie de cette longueur, la SH5 est une 2 voies à simple chaussée, en dehors d’une section de deux kilomètres à double-chaussées dans le secteur de Rotorua, avec des intersections à niveau et des accès aux propriétés dans les zones rurales et urbaines.

## Trajet
C’est la route SH 5 prise en 2007.

### De Tirau en direction de Taupo
La highway quitte la route SH1 au niveau de Tirau, se dirigeant vers l’est et montant à travers la chaîne de Mamaku (en) vers le lac de Rotorua.
La route nationale effleure le bord sud-ouest du lac, entrant dans la ville de Rotorua et continuant vers le sud à travers la région thermale de Rotorua-Taupo vers le cours supérieur du fleuve Waikato.
Elle suit la haute vallée et passe au niveau de Wairakei  au niveau des chutes Huka près de la ville de Taupo, à l’angle nord-est du lac Taupo.
Entre Wairakei et Taupo, la route highway 5» s’étend parallèlement avec la State Highway 1 /SH 1.

### De Taupo en direction de Napier
A partir de Taupo, la SH 1 continue le long de la berge est du lac, alors que la SH 5 pointe vers l'est à travers un pays de collines accidentées de la forêt de Kaingaroa.
La route highway monte et travers les sources du fleuve Rangitaiki puis le bassin du fleuve Mohaka, avant de traverser le col de Titiokura Saddle  à 708  mètre d’altitude et de redescendre vers la côte à proximité immédiate de l’embouchure du fleuve Esk.
Cette partie de la route est très variée avec de nombreux points de vue intéressants sur la région visibles à partir de la route.
Peu après avoir quitté Taupo, la  nationale 5 passe la zone appelée les Terraces avec un hôtel datant de 1889 appelé ainsi pour ses terrasses de silicates noirs, qui ont maintenant disparu.
Plusieurs sources chaudes peuvent être retrouvées dans le secteur.
Le mont volcanique Tauhara (en), vieux de 65 000 ans, est visible à l’est, peu après le début de la montée de la route vers le plateau volcanique.
La route passe à travers le petit méplat de Opepe, qui est à l’intersection de deux chemins de déplacements majeurs de la période pré-européenne allant de Taupo à Napier et de Te Urewera à Tokaanu).
Un entrepôt militaire a été construit ici en 1869 et le centre-ville se développa pendant plusieurs années à la fin du XIXe siècle, mais il en reste très peu de chose actuellement.
Au-dessous d'Opepe s'étend la plaine forestière de Kaingaroa, formée de cendres volcaniques datant de la grande éruption du mont Taupo de 1860 avant J.C..
Jusqu'en 1955, la plaine ne supportait que des touffes d’herbes et de broussailles mais avec l’utilisation de trèfle et la découverte la carence en cobalt, minéral , qui est absent dans le sol[pas clair], le développement de grandes fermes devint possible, au prix de l’épandage de cette substance.
La forêt de Kaingaroa, qui s'étend dans cette plaine, est l’une des plus importantes forêts plantées par l’homme dans l’hémisphère sud.
Le pin Radiata (Monterey) en est l’espèce principale.
La zone de protection de la nature de Rangitaiki, forme une réserve de 5 000 hectares de touffes d’herbes et d’arbustes, qui couvraient autrefois toute la plaine, qui est située à 40 km au sud-est de la ville de Taupo.
La région est aussi connue pour ses « gelées de plaine » (frost flats).
Contrairement à la plupart des régions de la Nouvelle-Zélande, ici les touffes d’herbes et de broussailles poussent en petites étendues séparées par de grands arbres prédominant sur les collines.
Plusieurs séries de chutes d’eau descendent le long de la rivière Waipunga près de la partie nord de la route entre le fleuve Rangitaiki et le fleuve Tarawera.
Ce sont principalement les chutes dites  « Waipunga Falls » et « Hukawai Falls ».
La vallée étirée de Waipunga, connue pour la déviation qui été ouverte en 1972, est dite dérivation du lac Runanga (en), qui a remplacé la partie abrupte du tracé de la highway 5.
Il fut difficile de la construire et de passer à travers plusieurs défilés rocheux très raides.
La highway no 5 continue ensuite et franchit les chutes d’eau chaude de la localité de Tarawera avant de grimper vers la petite ville de Te Haroto, qui fut autrefois une ville de scierie active.
La highway no 5 croise ensuite le fleuve Mohaka, qui fut le lieu de l’une des tragédies majeures de la route en 1990 avec la chute d’un bus dans le ravin à partir du pont.
La rivière Mohaka est un spot populaire pour le rafting en eau bouillonnante et pour la pêche à la truite.
La highway 5 remonte ensuite pour franchir le col de Titiokura Saddle (un site qui a été proposé pour l'installation d'un parc éolien) avant de passer à travers la localité de Te Pohue, un ancien arrêt pour les voyageurs venant de Napier.
Quelques kilomètres plus loin, une route non goudronnée mène à Trellinoe Park, l'un des jardins privés les plus étendus de Nouvelle-Zélande.
De là, la route redescend vers la vallée de l' Esk de la baie de Hawke Bay, une zone fertile avec des vignobles et des vergers et l’une des quelques fermes spécialisées dans la culture de la lavande.

## Changements dans le trajet de la Route
Avant le tremblement de terre de 1931, la route rejoignait la route State Highway 2 /SH  2 (en) au niveau de la ville de Petane (maintenant nommée Bay View).
Mais le tremblement de terre a fait baisser le niveau du sol et a modifié le cours de l'Esk.
Le trajet de la highway 5 a du changer pour suivre le nouveau trajet du cour d’eau.
La route State Highway 5 une fois qu’elle atteint le centre de Rotorua, laisse l’ancienne route au feu rouge de Lake Road et suit la route de Ranolf Street, Amohau Street, Fenton Street, et Hemo Road, où elle est rejointe par la section habituelle.
Actuellement, la State Highway 5 suit la route de Old Taupo Road, qui évite le centre la ville en passant par l’ouest de la cité.
Plus récemment, la dérivation de Taupo fut construite contournant l’origine de la State Highway 1 venant du centre-ville et du bord du lac vers l’est de Taupo.
La route nationale 5, qui partage ce segment avec la route SH 1 allant de  Wairakei à Napier-Taupo Road, suit aussi maintenant cette route.

## Jonctions principales
| Territorial authority     | siège                                            | km                                                         | Destinations                                                                   | Notes                                              |
| ------------------------- | ------------------------------------------------ | ---------------------------------------------------------- | ------------------------------------------------------------------------------ | -------------------------------------------------- |
| District de South Waikato | Tirau                                            | 0                                                          | State Highway 1/SH 1/Thermal Explorer Highway au nord Hamilton                 | début de la SH 5 37° 59′ 06″ S, 175° 46′ 04″ E     |
| District de South Waikato | Tirau                                            | 0                                                          | State Highway 1/SH 1 au sud Taupo                                              | début de la SH 5 37° 59′ 06″ S, 175° 46′ 04″ E     |
| District de South Waikato | Tapapa                                           | 5                                                          | SH 28 Putaruru                                                                 | début actuel du segment commun de la SH 5/SH 28    |
| District de South Waikato | Tapapa                                           | 7                                                          | SH 28 Matamata, Tauranga                                                       | fin actuel du segment commun SH 5/SH 28            |
| District de Rotorua       | Ngongotaha                                       | 43                                                         | SH 36 Ngongotaha, Tauranga                                                     |                                                    |
| District de Rotorua       | Rotorua                                          | 50                                                         | State Highway 30/SH 30A (en) (Pukuatua Street) Centre-ville, Whakatane         |                                                    |
| District de Rotorua       | région de Whakarewarewa                          | 55                                                         | State Highway 30/SH 30 (en) à l’est (Hemo Road) Centre-ville, Whakatane        | début actuel du segment SH 5/SH 30                 |
| District de Rotorua       | Waipa Village                                    | 56                                                         | State Highway 30/SH 30 (en) à l’ouest Tokoroa, Te Kuiti                        | fin actuel du segment commun SH 5/SH 30            |
| District de Rotorua       | Waiotapu                                         | 77                                                         | State Highway 38/SH 38 (en) Murupara, Lac Waikaremoana                         |                                                    |
| District de Rotorua       | Golden Springs                                   | 99                                                         | Mihi Bridge fleuve Waikato                                                     |                                                    |
| District de Taupo         | Golden Springs                                   | 99                                                         | Mihi Bridge fleuve Waikato                                                     |                                                    |
| Wairakei                  | 124                                              | State Highway 1/SH 1 au nord Hamilton                      | début commun SH 5/SH 1 38° 37′ 24″ S, 176° 06′ 00″ E                           |                                                    |
| Taupo                     | 132                                              | Control Gates Bridge fleuve Waikato                        |                                                                                |                                                    |
| Taupo                     | 135                                              | State Highway 1/SH 1 au sud (Lac Terrace) Palmerston North | début actuel du segment commun SH 5/SH 1 38° 42′ 18″ S, 176° 05′ 16″ E         |                                                    |
| Hastings                  | District ne contenant aucune jonction importante | District ne contenant aucune jonction importante           | District ne contenant aucune jonction importante                               | District ne contenant aucune jonction importante   |
| Napier City               | Bay View                                         | 247                                                        | State Highway 2/SH 2 (en)/ «Pacific Coast Highway north» Wairoa, Gisborne      | fin de la SH 5 et de la «Thermal Explorer Highway» |
| Napier City               | Bay View                                         | 247                                                        | State Highway 2/SH 2 (en)/ au Sud la “Pacific Coast Highway “ Napier, Hastings | fin de la SH 5 et de la «Thermal Explorer Highway» |